# Сухопутные войска Новой Зеландии
Сухопутные войска Новой Зеландии (англ. New Zealand Army, маори Ngāti Tumatauenga — «Племя Бога войны») — наземный вид вооружённых сил Новой Зеландии, включающий в себя около 4500 военнослужащих в регулярных войсках, 2000 военнослужащих в запасе и 500 гражданских, работающих на СВ Новой Зеландии. До 1946 года называлась «военными силами Новой Зеландии» (New Zealand Military Forces). Сухопутные войска Новой Зеландии ведут свою историю со времён милицейских подразделений первых поселенцев, созданных в 1845 году.
Новозеландские солдаты участвовали в основных конфликтах XX столетия: Англо-бурской войне, Первой мировой войне, Второй мировой войне, Корейской войне, войне в Малайе, Индонезийско-малайзийской конфронтации, Войне во Вьетнаме. С 1970-х годов новозеландская армия, как правило, участвует в составе различных миротворческих контингентов. Учитывая небольшой размер этих сил, на них до сих пор лежит большая ответственность по выполнению оперативных задач, начиная с развёртывания в Восточном Тиморе в 1999 году. Солдаты Сухопутных войск Новой Зеландии также принимали участие в войне в заливе, войне в Ираке, служат в Восточном Тиморе, Афганистане, входят в состав миротворческих сил ООН.

## История

### Мушкетные войны и новозеландские земельные войны
Война всегда была неотъемлемой частью жизни и культуры народа маори. Мушкетные войны начались в первые годы торговли с европейцами. Первые европейские поселенцы в Бей-оф-Айлендс сформировали отряды дружинников, от которых ведут своё происхождение некоторые армейские подразделения Новой Зеландии. Британские войска воевали с маори в различных войнах, начавшихся на севере страны в 1845 году и завершившихся кампанией в Уаикато в середине 1860-х годов, во время которой были эффективно использованы силы европейских переселенцев. К концу войны численность британских войск была сокращена, и кампания продолжалась только силами переселенцев.

### Англо-бурские войны 1899—1902
Майор Альфред Уильям Робин командовал первым контингентом, отправленным из Новой Зеландии в Южную Африку для участия в англо-бурской войне в октябре 1899 года. В целом Новая Зеландия послала десять контингентов (в том числе 4-й Новозеландский контингент (4th New Zealand Contingent), из которых первые шесть проходили обучение под руководством лейтенант-полковника Генри Джозефа Бэнкса. Это были контингенты конных стрелков, а военнослужащим первых контингентов для прохождения службы приходилось иметь свою собственную лошадь, обмундирование и оружие.

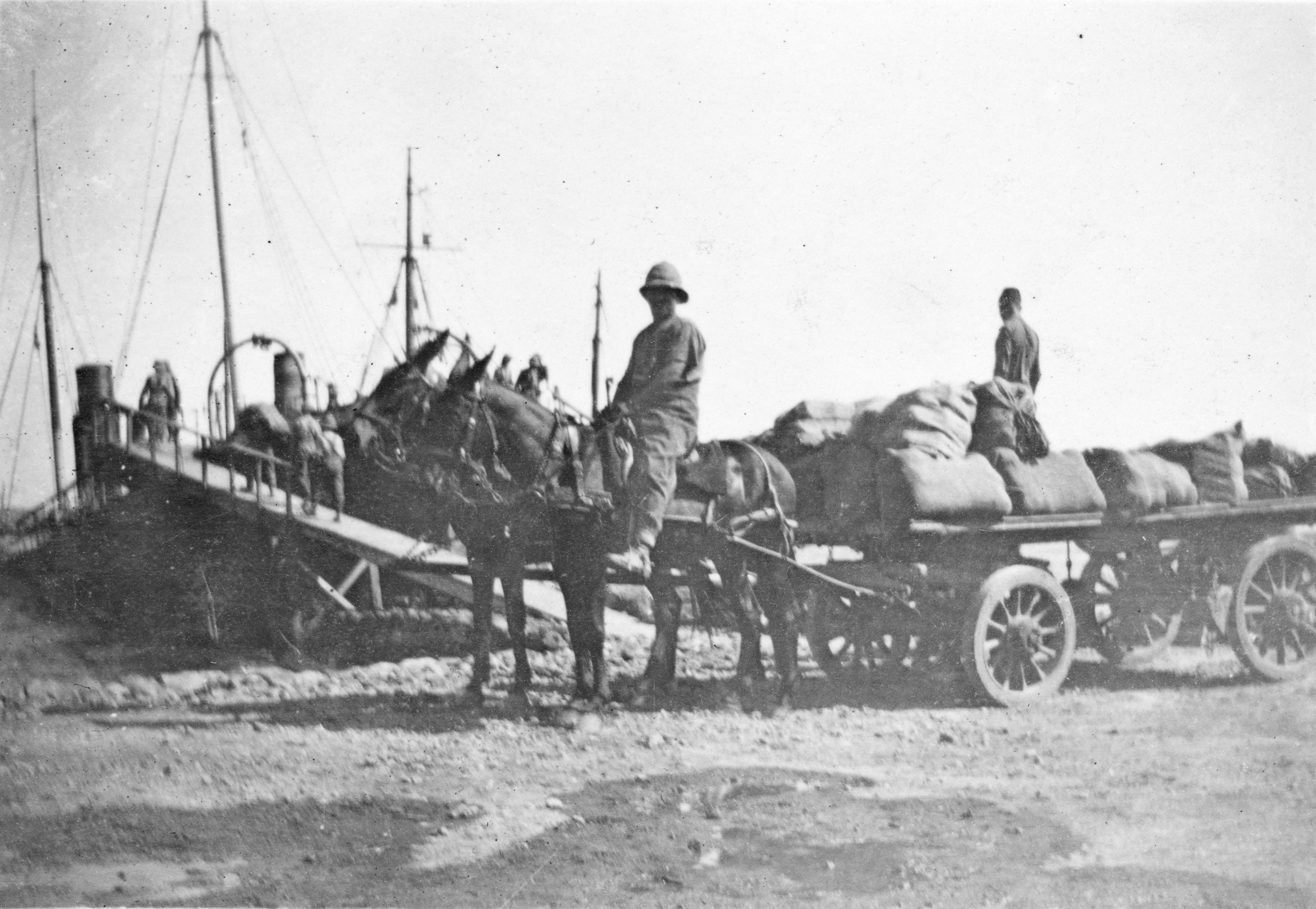
Новозеландские войска с обозом во время Первой мировой войны

### Первая мировая война
В 1909 году в Новой Зеландии была введена обязательная военная подготовка. Для участия в Первой мировой войне на помощь Британии Новая Зеландия отправила Новозеландский экспедиционный корпус (New Zealand Expeditionary Force), объединившийся с австралийцами в австралийский и новозеландский армейский корпус в Галлиполи. Затем была сформирована Новозеландская дивизия, принявшая участие во всех основных сражениях на Западном фронте. Бригада новозеландских конных стрелков воевала в Палестине в ходе Синайско-Палестинской кампании. После того, как в октябре 1914 года генерал-майор Годли с экспедиционными силами покинул страну, вооружёнными силами в Новой Зеландии в качестве коменданта остался командовать генерал-майор Альфред Робин.
Общая численность войск Новой Зеландии и медсестёр, служивших за границей в 1914—1918 годы, кроме входивших в состав британских и других сил доминиона, составляла около 100 000 человек, при численности населения Новой Зеландии чуть более миллиона. 42 % мужчин призывного возраста служили в Новозеландском экспедиционном корпусе (NZEF). 16 697 новозеландцев были убиты, 41 317 человек получили ранения во время войны, что составило 58 % от численности военного контингента. Ещё около тысячи человек умерли в течение пяти лет после окончания войны в результате полученных травм. 507 человек умерли во время обучения в Новой Зеландии в период с 1914 по 1918 годы. Доминион Новая Зеландия стала страной с одним из самых высоких показателей ранений и смертности на душу населения среди стран, участвующих в войне.

### Вторая мировая война
Во Второй мировой войне 2-я дивизия второго  Новозеландского экспедиционного корпуса (NZEF) воевала в Греции, на Крите, в Северной Африке и Италии. После вступления Японии в войну, 3-я дивизия Новозеландского экспедиционного корпуса приняла участие в боевых действиях на Тихом океане, освободив ряд островов от японцев. Новозеландцы входили в состав различных спецподразделений, таких, например, как Группа дальней разведки пустыни в Северной Африке и Спецотряд Z Force в Тихоокеанском регионе.
В дополнение к двум дивизиям за рубежом, в течение 1942—1943 годов в Новой Зеландии были сформированы ещё три дивизии: 
- 1-я дивизия была сформирована в северном военном округе (1-я[англ.] и 12-я бригады).
- 4-я дивизия — в центральном военном округе (2-я и 7-я бригады).
- 5-я дивизия[англ.] — на юге страны[6].

Они были расформированы в 1943 году после того, как опасность вторжения отступила. 6-я Новозеландская дивизия была ненадолго сформирована в 1942 году путём переименования лагеря новозеландских сил в Маади на юге Каира в новозеландскую военную базу в Египте.

### Послевоенное время
Сухопутные войска Новой Зеландии официально вошли в состав Вооружённых сил Новой Зеландии после Второй мировой войны. Основное внимание было сосредоточено на подготовке третьего формирования Новозеландского экспедиционного корпуса для борьбы с потенциальным противником — Советским Союзом. Размер этих экспедиционных сил позволил сформировать одну дивизию, военнослужащие которой проходили обязательную военную подготовку. В 1961 году дивизия была расформирована, а последующие правительства сократили экспедиционные силы до двух бригад, а затем до одной. На основе этой бригады в 1980-х годах были созданы Силы комплексного расширения (англ. Integrated Expansion Force), которые должны были при содействии СВ Австралии составить основу обороны Новой Зеландии. Многие из оставшихся ресурсов были направлены на поддержку Новозеландского пехотного батальона в зоне Малайзии и Сингапура. Этот батальон вошёл в состав Британского дальневосточного стратегического резерва. Батальон, ставший 1-м батальоном Королевского Новозеландского пехотного полка (Royal New Zealand Infantry Regiment) (RNZIR) вернулся в Новую Зеландию из азиатского региона в 1989 году. В 1978 году в Ваиоуру был создан национальный музей армии — Мемориальный армейский музей Королевы Елизаветы II, который служит основной учебной базой вооружённых сил в центральной части Северного острова.
После Второй мировой войны Сухопутные войска Новой Зеландии участвовали в Корейской войне, войне в Малайе, Индонезийско-малайзийской конфронтации, войне во Вьетнаме, Восточном Тиморе и Афганистане. Новозеландцы входят в состав большого количества миротворческих сил ООН и других миротворческих миссий, например: Орган Организации Объединённых Наций по наблюдению за выполнением условий перемирия (ОНВУП) на Ближнем Востоке, Операция Мидфорд в Родезии, Многонациональные силы и наблюдатели (МФО) на Синайском полуострове, Камбодже, Боснии, Сьерра-Леоне, Мозамбике, Анголе, Боснии, Бугенвиле, Соломоновых Островах и Судане.

### Памятные дни
День АНЗАК (День ветеранов), 25 апреля — ежегодный национальный праздник. День памяти австралийцев и новозеландцев, погибших во всех войнах и военных конфликтах с участием Австралии и Новой Зеландии. 25 апреля 1915 года в ходе Первой мировой войны силы Антанты начали десантирование на полуострове Галлиполи (Турция). В Новой Зеландии в этот день все военнослужащие, даже если они не участвуют в официальных торжественных мероприятиях, обязаны посетить утренний парад в парадной форме.
День перемирия, посвящённый концу Первой мировой войны 11 ноября 1918 года. В этот день проводятся официальные мероприятия с участием военных, парады. В ближайшее воскресенье проходят церковные службы. Тем не менее, День АНЗАК имеет гораздо большее значение для военных, и в этот день в мероприятиях участвует большее число военнослужащих.
Различные полки СВ Новой Зеландии отмечают свои Дни корпуса, многие из которых являются производными от соответствующих британских полков, например: День Камбре 20 ноября в Королевском Новозеландском танковом корпусе или День Святой Варвары 4 декабря в полку Королевской артиллерии Новой Зеландии.

## Текущее расположение войск

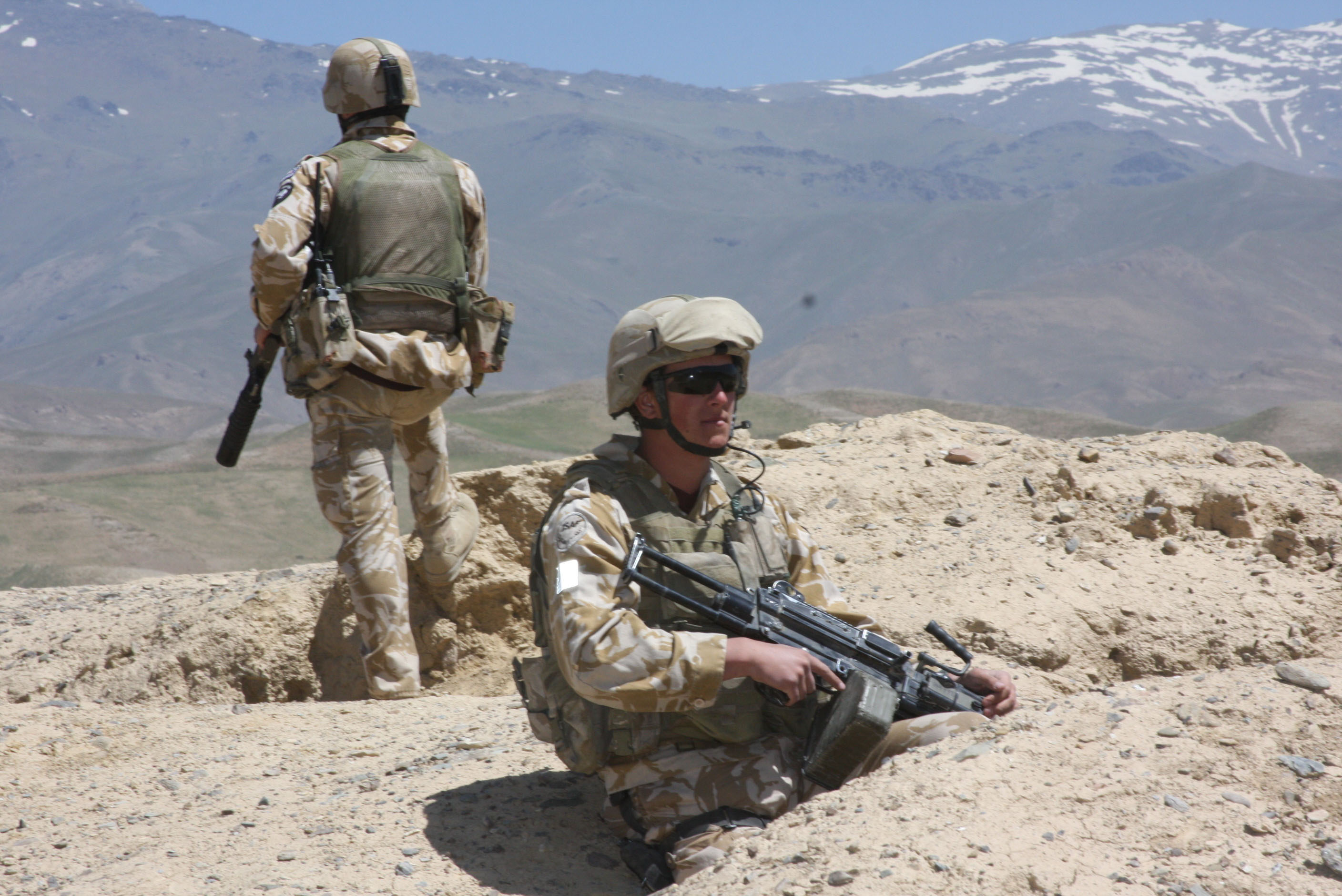
Солдаты СВ Новой Зеландии из команды восстановления провинции в Афганистане
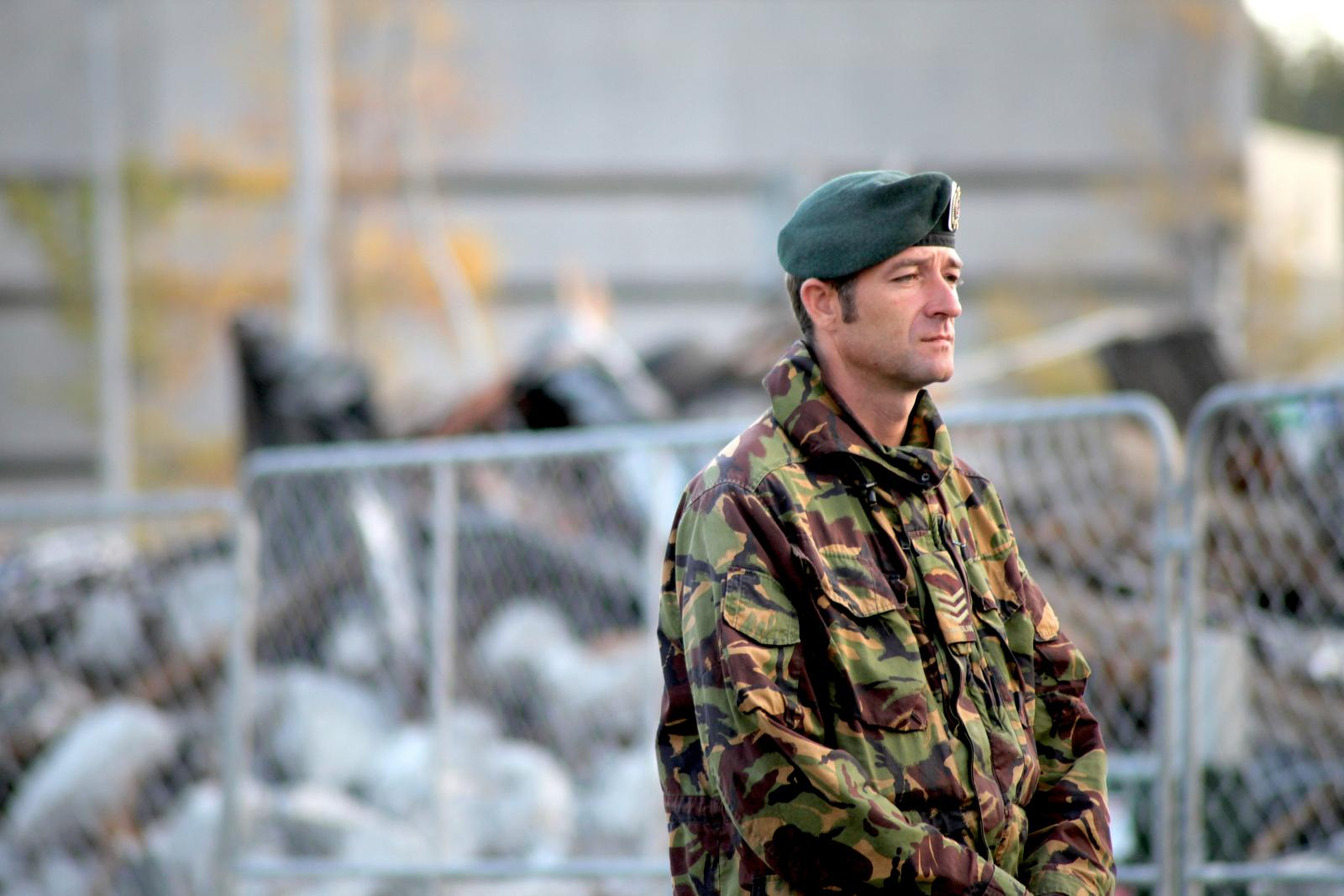
Солдат СВ Новой Зеландии в оцеплении после землетрясения в Кентербери

Сухопутные войска Новой Зеландии в 2012 году участвовали в трёх крупных развёртываниях за пределами Новой Зеландии:
- Афганистан — 225 военнослужащих в составе команды восстановления провинции[англ.] в провинции Бамиан[12][13].
- Восточный Тимор — пехотная рота 2/1-го батальона Королевского Новозеландского пехотного полка[англ.] дислоцируется в Восточном Тиморе под австралийским командованием, в составе боевой группы АНЗАК[англ.].
- Соломоновы Острова — пехотная рота 2/1-го батальона Королевского Новозеландского пехотного полка развёрнута вместе с двумя австралийскими пехотными подразделениями в составе региональной миссии по оказанию помощи на Соломоновых островах[англ.] (RAMSI)

Кроме того, небольшое количество военнослужащих Новой Зеландии задействованы в различных миротворческих силах ООН по всему миру, в том числе в составе миротворческой группы «Многонациональные силы и наблюдатели». 4 сентября 2010 года, после землетрясения в Кентербери в наиболее пострадавших районах города Крайстчерч по просьбе мэра Крайстчерча Боба Паркера и премьер-министра Джона Ки были развёрнуты подразделения Сил обороны Новой Зеландии, для оказании помощи и содействия полиции в обеспечении соблюдения комендантского часа в ночное время.

## Форма

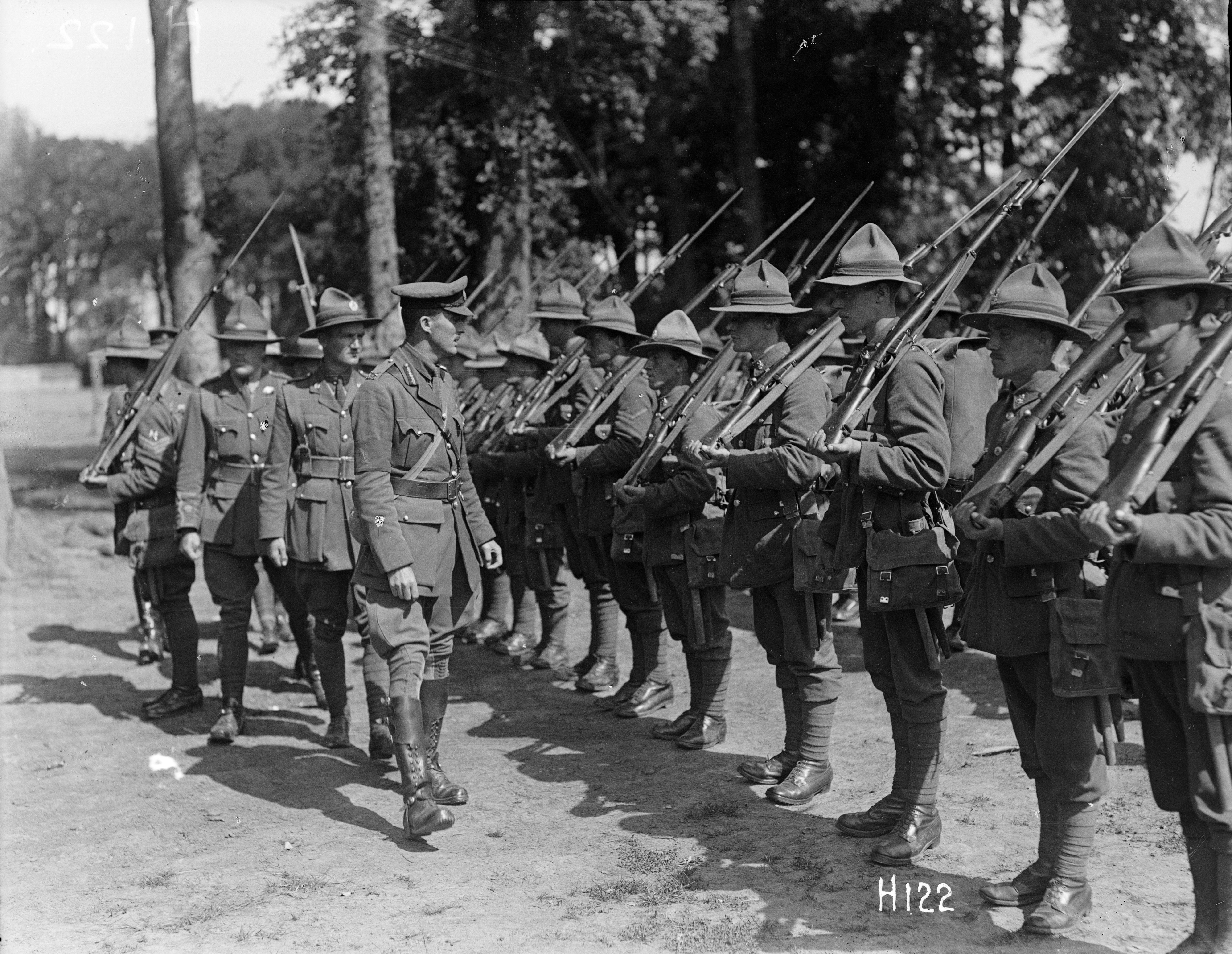
Бригадный генерал Харт инспектирует солдат 4-й пехотной бригады во Франции, 6 июля 1917 года

Униформа Сухопутных войск Новой Зеландии унаследована от униформы британской армии, поскольку, как и войска других доминионов, новозеландцы носили амуницию британского образца, цвета хаки с длинными брюками и ботинками до щиколоток. Наиболее характерной деталью обмундирования СВ Новой Зеландии была шляпа с полями. Она совершенно не походила на австралийскую; более высокая тулья была остроконечной и вдавленной с четырёх сторон, поля не загибались, спереди прикреплялась кокарда, а вокруг тульи носилась лента полковых цветов (синий и красный для артиллерии, зелёный для конных стрелков, хаки и красный для пехоты). Примерно в 1911 году шляпа вошла в комплект униформы Веллингтонского полка и стала отличительным признаком всех последующих новозеландских воинских формирований в течение Первой мировой войны. Шляпу «соковыжималку» носили и во время Второй мировой войны, хотя её часто заменяли более удобными пилотками, беретами, или шлемами. Британскую модель униформы носили до 1970-х, при этом оливково-зелёный «Jungle Green» был основным цветом полевой униформы. Британский камуфляж DPM был принят в 1980 году. Современная полевая униформа Новой Зеландии очень похожа на британский камуфляж. При участии в зарубежных и международных миссиях на униформе размещается нашивка с флагом Новой Зеландии и круглая нашивка с белым киви на чёрном фоне с надписью «New Zealand». Камуфляж, иногда с беретом или шляпой мотострелков является обычной рабочей униформой и употребляется наиболее часто.

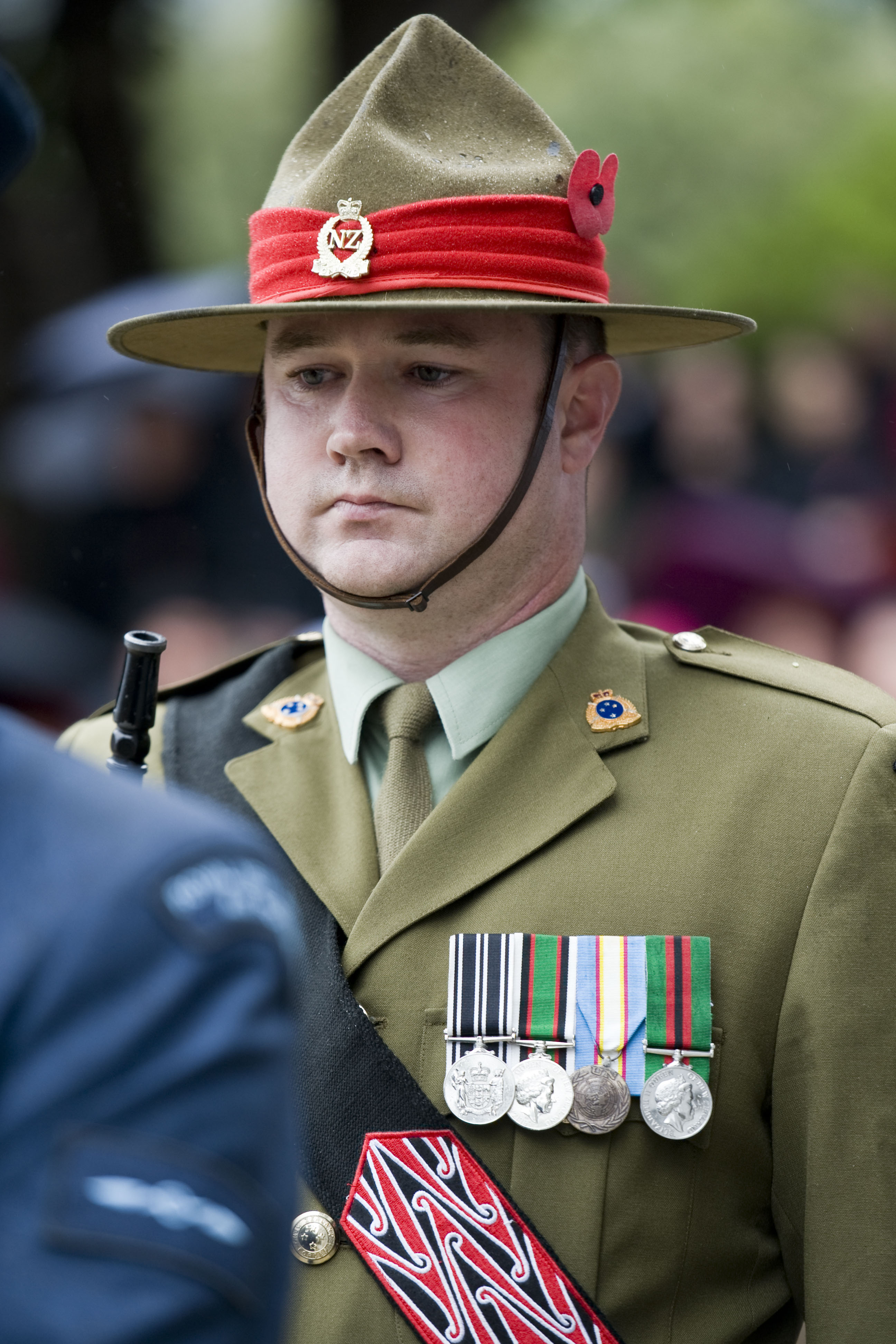
Солдат в почётном карауле у могилы неизвестного солдата во время празднования Дня АНЗАК

В последние годы появился ряд отличительных особенностей армии Новой Зеландии. Шляпа, бывшая в неопределённом состоянии с 1950 года, в 1993 году была восстановлена в парадной униформе, где она заменила фуражку цвета хаки британской повседневной формы «№ 2». Курсанты военных командных училищ и некоторые другие группы военнослужащих носят этот головной убор с красной и синей лентами в парадной форме. Широкополая шляпа цвета хаки с зелёной лентой на тулье, которую ранее носили полки новозеландских конных стрелков, заменила британскую фуражку в повседневной форме одежды всех подразделений в 1998 году. Красные или тёмно-синие перевязи, которые носили сержанты, теперь вышиты традиционным мотивом маори «mokowaewae», обозначающим скорость и ловкость. На перевязях пехоты этот бело-красный диагональный узор вышит на чёрном фоне. Узор на перевязях новозеландского шотландского полка вышит зелёным, чёрным и белым цветом. Иногда старшие офицеры в качестве знака отличия на специальных церемониях носят короткий плащ маори, хотя он не является частью униформы установленного образца.
На официальных приёмах и вечерних мероприятиях офицеры и старшие сержанты по-прежнему носят британскую парадную вечернюю униформу. Парадный красный мундир и сине-чёрные брюки пришли на замену различным вариантам парадных вечерних костюмов различных полков и корпусов. Универсальная парадная вечерняя униформа заменила и белый пиджак с чёрными брюками, которые раньше носили в странах с тёплым климатом. Тёмно-синий комплект № 1, который носили офицеры до принятия вечерней униформы, в последний раз использовался в ранние 1990-е годы, хотя номинально его может надеть командир армии в определённых случаях.
Новозеландский шотландский эскадрон RNZAC имеет право на ношение элементов шотландского национального костюма (гленгарри, килт, спорран и т. д.) по усмотрению командира эскадрона. Они также играют на музыкальных инструментах в 5-м усиленном батальоне Веллингтонского Западнопобережного полка.

## Структура
До 2003 года командование армией Новой Зеландии осуществлял начальник Генерального штаба. С 2003 года командование осуществляет командующий армии (англ. Chief of Army) в звании генерал-майора или генерал-лейтенанта. В настоящее время командующим армии является генерал-майор Тимоти Джеймс Китинг, кавалер ордена за заслуги, бывший помощник начальника Генерального штаба от Управления стратегии. Командующий армии несёт ответственность за развитие, обучение и обеспечение вооружённых сил, необходимых для обеспечения интересов государства. Для проведения операций боевые подразделения армии попадают в распоряжение командующего сухопутных сил, который находится в штаб-квартире объединённых сил Новой Зеландии в Трентаме, Аппер-Хатт (Веллингтон).

### Полки и корпуса регулярной армии

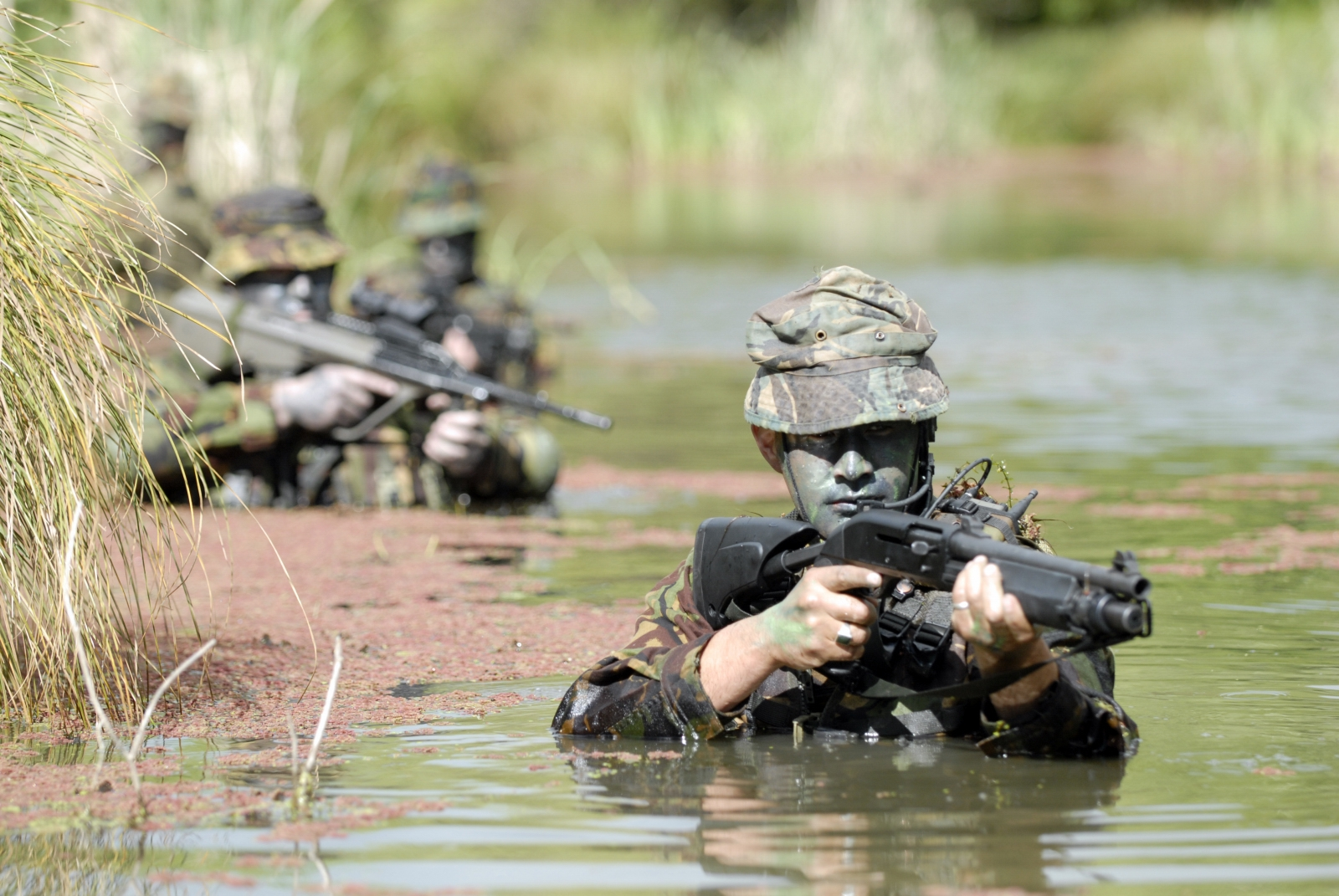
Солдат Сухопутных войск Новой Зеландии на патрулировании во время учений в 2006 году

ОШС СВ Новой Зеландии на 2022 год

Согласно организационной структуре и карте, опубликованной в газете Сухопутных войск Новой Зеландии Army News, боевой порядок армии по состоянию на 16 апреля 2012 года был таков:
- Генеральный штаб Сухопутных войск (Веллингтон)
  - Командование Сухопутных войск (гарнизон Трентам[англ.])[~ 1][16]
    - 1-й полк особой воздушной службы[англ.] (гарнизон Папакура[англ.]) (NZSAS)
    - Развёртываемая наземная объединённая оперативная группа (гарнизон Бёрнхем)[~ 2][17]
      - Новозеландский учебный центр (гарнизон Линтон[англ.])

    - 1-я бригада[англ.][~ 3][18]
      - Штаб 1-й бригады (гарнизон Линтон)[~ 4][17]
      - 1-й батальон Королевского Новозеландского пехотного полка[англ.] (гарнизон Линтон)[~ 5][17] (1 RNZIR)
      - 2/1-й батальон Королевского Новозеландского пехотного полка (гарнизон Бёрнхем) (2/1 RNZIR)
      - Коннострелковый полк Королевы Александры[англ.] (гарнизон Бёрнхем)[~ 6][17] (QAMR)
      - 16-й полевой полк Королевской Новозеландской артиллерии[англ.] (гарнизон Линтон)[~ 7][19]
      - 2-й инженерный полк (гарнизон Линтон)
      - 1-й Новозеландский полк связи (гарнизон Линтон)
      - 2-й батальон тылового обеспечения (гарнизон Линтон)
      - 3-й батальон тылового обеспечения (гарнизон Бёрнхем)
      - 2-й медицинский батальон (гарнизон Линтон)
      - 1-я рота военной полиции (гарнизон Трентам)
      - Региональный центр поддержки (гарнизон Линтон)

    - Командование подготовки кадров и разработки принципов боевого применения
      - Штаб командования подготовки кадров и разработки принципов боевого применения (гарнизон Ваиоуру[англ.])[~ 8][17]
      - Учебный центр наземных операций (гарнизон Линтон)
      - Склад армии (гарнизон Ваиоуру)
      - Тренировочный полигон Ваиоуру (гарнизон Ваиоуру)
      - Военный имитационный центр (гарнизон Линтон)
      - Военное командное училище (гарнизон Ваиоуру)
      - 2-я батальонная группа Кентербери, Нельсона, Марлборо и Западного побережья[англ.] (штаб в гарнизоне Бёрнхем)
      - 3-я Оклендская (графини Ранфёрли) и Нортлендская батальонная группа[англ.] (штаб в Окленде, гарнизон Папакура)
      - 4-я батальонная группа Отаго и Саутленда[англ.] (штаб в Данидине)
      - 5-я батальонная группа Веллингтона, Западного побережья и Таранаки[англ.] (штаб в Уонгануи)
      - 6-я батальонная группа Хаураки[англ.] (штаб в Тауранге)
      - 7-я батальонная группа Веллингтона и Хокс-Бей[англ.] (штаб в Нейпире)

Кроме того, Командование тылового обеспечения Сухопутных войск в гарнизоне Трентам, подчиняется Командованию тылового обеспечения Вооружённых сил. Подразделения наземного командования тылового обеспечения — Региональный батальон поддержки в гарнизоне Трентам и Южный региональный центр поддержки (в гарнизоне Бёрнхем).

### Армейский резерв
Территориальные войска (TF), давний компонент резерва армии Новой Зеландии, в 2009—2010 годах были переименованы в армейский резерв (по аналогии с австралийским армейским резервом). Он обеспечивает индивидуальное усиление и формирует контингент для оперативного развёртывания. Отдельные резервные части размещены по всей Новой Зеландии, и имеют долгую историю. Современный армейский резерв разделён на 6 региональных батальонных групп. Каждая из них состоит из более мелких единиц различных специальностей.
| Батальонная группа                                                          | Пехота | Разведка | Артиллерия | Инженеры | Тыловики | Связисты | Медики | Музыканты |
| 2-я батальонная группа Кентербери, Нельсона, Марлборо и Западного побережья | 5x     |          |            |          |          |          |        | √         |
| 3-я Оклендская (графини Ранфёрли) и Нортлендская батальонная группа         | 3x     |          |            |          |          |          |        | √         |
| 4-я батальонная группа Отаго и Саутленда                                    | 3x     |          |            |          |          |          |        | √         |
| 5-я батальонная группа Веллингтона, Западного побережья и Таранаки          |        |          |            |          |          |          |        | √         |
| 6-я батальонная группа Хаураки                                              |        |          |            |          |          |          |        |           |
| 7-я батальонная группа Веллингтона и Хокс-Бей                               | 3x     |          |            |          |          |          |        | √         |

Территориальные батальонные группы (TF) тренируют и предоставляют подготовленных солдат для пополнения и поддержания оперативных и не оперативных подразделений. Они выполняют функции учебных подразделений, занимаясь подготовкой лиц, удовлетворяющих предписанным требованиям. Территориальные силы подчиняются шести полковым командованиям в пределах своих регионов, за исключением войск, отправленных в подчинение основных сил, военную полицию (MP), группу разведки (FIG) или в 1-й полк особой воздушной службы (NZSAS). Как минимум, каждая батальонная группа состоит из штаба, призывного тренировочного пункта (RIT), по крайней мере одной стрелковой роты, а также ряда подразделений боевого обеспечения и поддержки.
3/1-й батальон Королевского новозеландского пехотного полка, ранее числился в документах как дополнительный резерв. В случае необходимости, он может быть мобилизован через территориальные силы пехоты. Армия планирует в рассмотреть вопрос о создании трёх манёвренных подразделений на основе 1 RNZIR, QAMR, и 2/1 RNZIR (лёгкая пехота), тренирующихся на базах территориальных сил.
В составе Новозеландских кадетских сил подготовкой к воинской службе и развитием молодёжи занимается Новозеландский кадетский корпус.

## Вооружение и военная техника

### Замена бронетранспортёра M113
В 2001 году Генеральным аудитором Макдональдом был произведён анализ госзаказа на приобретение транспортных средств. В отчёте были показаны недостатки в процессе приобретения, даны рекомендации, но в нём не были указаны конкретные модели техники.
В 2003 году Новая Зеландия начала заменять существующий парк бронетранспортёров M113, купленных в 1960-х годах, на NZLAV, и M113 были выведены из эксплуатации к концу 2004 года. Договор, заключённый на продажу M113 через австралийского оружейного дилера в феврале 2006 года, был отменён, когда Государственный департамент США не разрешил Новой Зеландии продать M113 в условиях действия договора их первоначальной поставки.
В 2010 году правительство заявило, что рассмотрит возможность продажи 35 бронетранспортёров, около трети всех единиц, как излишков требований.

## Комментарии
1. ↑  В подчинении Генерального штаба Объединённых сил Новой Зеландии.
2. ↑  Бывшая 3-я наземная группа сил.
3. ↑  Бригада была сформирована 13 декабря 2011 года объединением 2-й и 3-й групп наземных сил.
4. ↑  Бывший штаб 2-й наземной группы сил.
5. ↑  Преобразован в батальон лёгкой пехоты.
6. ↑  Доукомплектованы LAV III, будут перемещены в Линтон с июля по декабрь 2012.
7. ↑  Три батареи полка переходят на смешанное оснащение миномётами и гаубицами. Каждая батарея будет в состоянии использовать до шести гаубиц L118 и двенадцать 81-мм миномётов.
8. ↑  Бывший штаб группы подготовки кадров и разработки принципов боевого применения. Планируется перемещение штаба в Хокауайту[англ.] после декабря 2012 года.